# Hypoleria acilla
Hypoleria acilla är en fjärilsart som beskrevs av William Chapman Hewitson 1867. Hypoleria acilla ingår i släktet Hypoleria och familjen praktfjärilar. Inga underarter finns listade i Catalogue of Life.